# 구스모토 이네
구스모토 이네(楠本 イネ, 1827년 음력 5월 6일; 5월 31일 ~ 1903년 8월 27일)는 일본 최초의 여성 의사로, 필리프 프란츠 폰 지볼트의 딸이다. 성인 ‘구스모토’는 어머니 구스모토 다키(楠本瀧)의 성을 물려받은 것이다. 일본인 여성으로서 최초로 산부인과 현대의학을 공부했다.
아버지 지볼트는 독일인이었지만 일본에 입국하기 위해 스스로를 네덜란드인이라고 막부를 속였기 때문에, 이네는 ‘네덜란드 이네’라는 뜻인 별명 오란다 오이네(オランダおいね)라고도 불렸다.

## 가족 관계
- 아버지: 필리프 프란츠 폰 지볼트
- 어머니: 구스모토 다키
  - 딸의 아버지: 이시이 소켄(강간이었다는 설이 있다)
    - 딸: 구스모토 다카코